# قبرة عقعقية
قبرة عقعقية (الاسم العلمي: Grallina cyanoleuca)، طائر ينتمي إلى جنس طائر الطوالتان وفصيلة السُلطانيات. موطنه الأصلي في أستراليا وتيمور وجنوب غينيا الجديدة.

## معرض صور

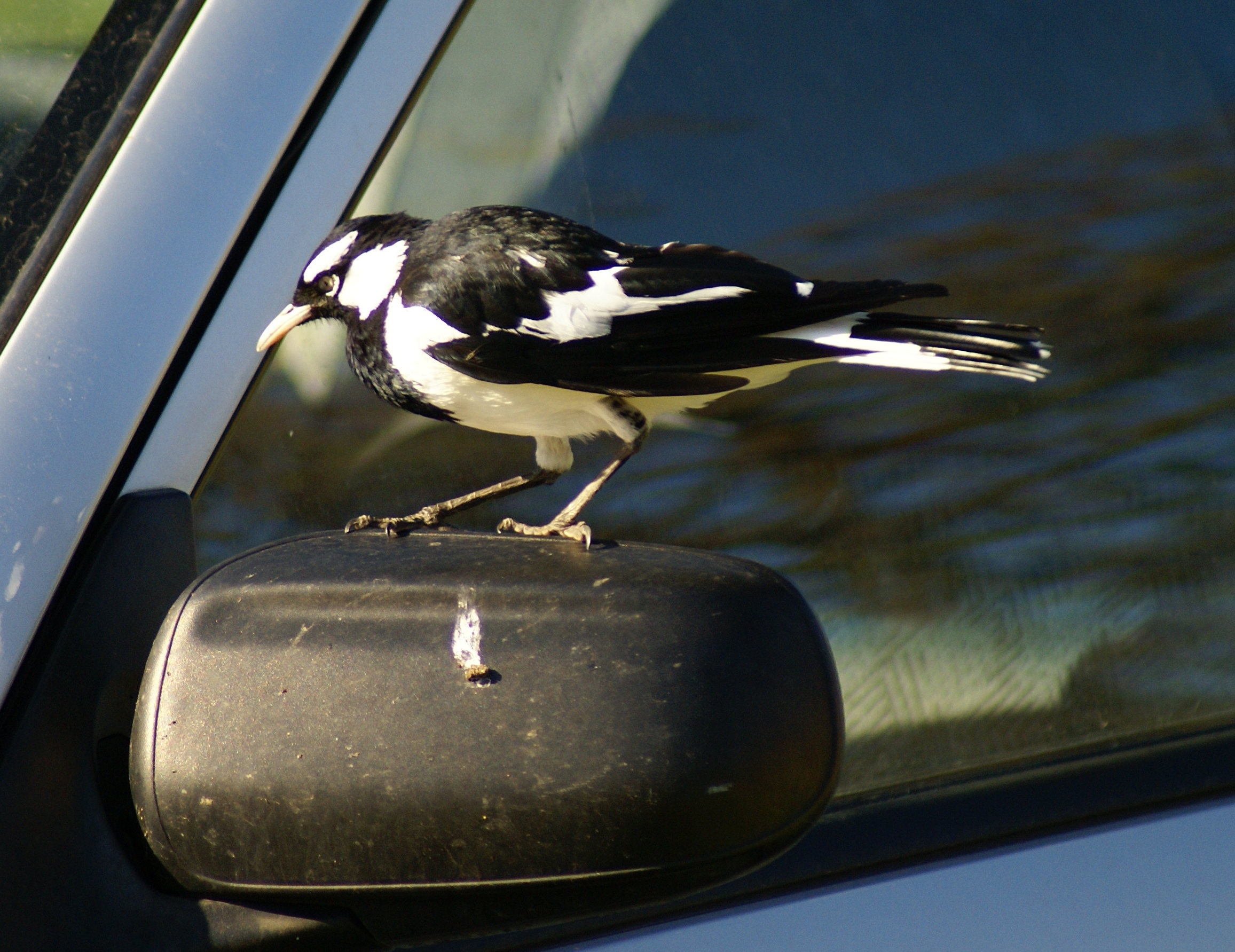
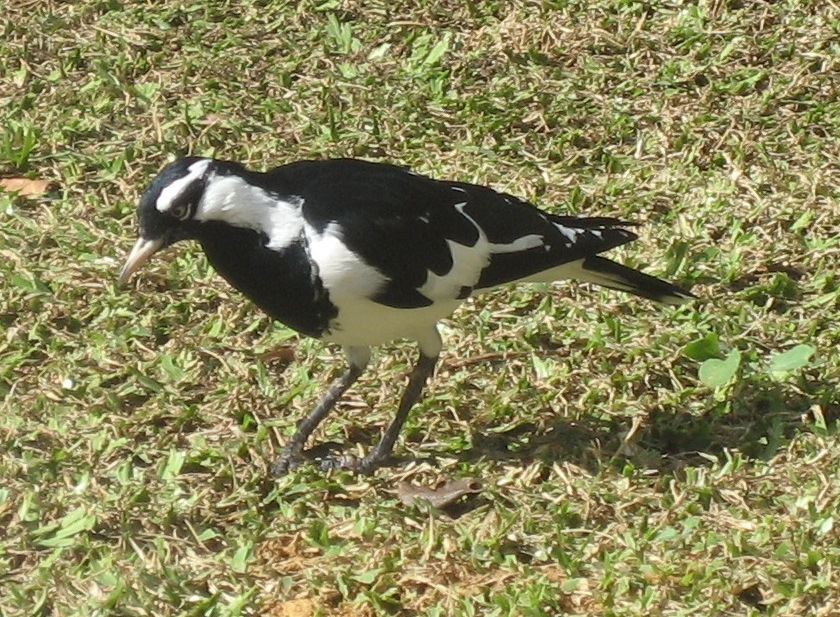
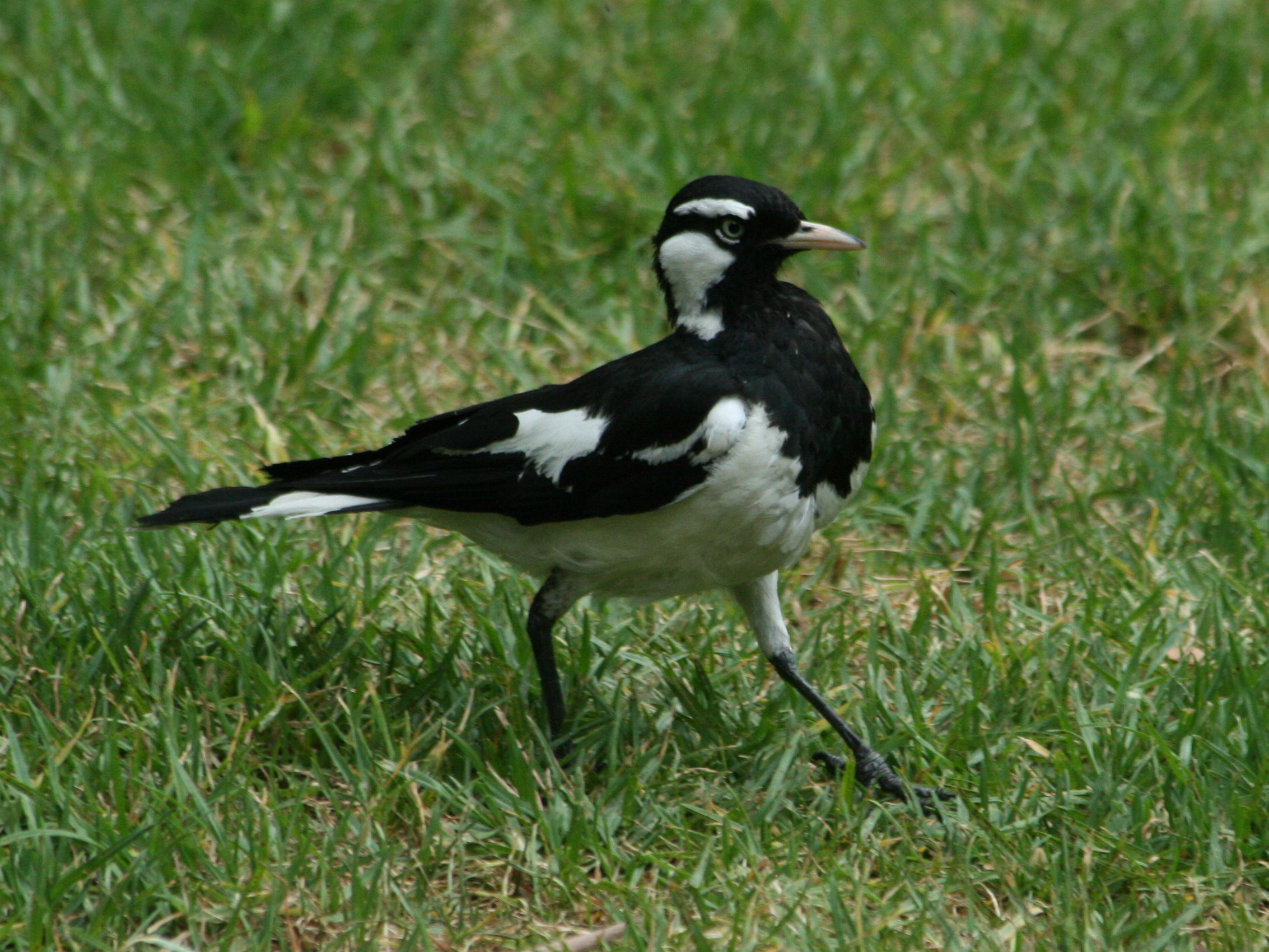